# Springen (Bad Salzungen)
Springen ist ein Ortsteil der Stadt Bad Salzungen im Wartburgkreis in Thüringen.

## Lage
Die Landesstraße 1022 verbindet den in einem Tal zwischen dem Gertenberg im Nordwesten und der Springer Höhe im Südosten gelegenen und mit Wald umgebenen Ortsteil Springen mit der Kerngemeinde Frauensee. Zur DDR-Zeit lag das Dorf nahe der deutsch-deutschen Grenze, welche jetzt die Grenze zwischen den Bundesländern Thüringen und Hessen ist. Die geographische Höhe des Ortes beträgt 270 m ü. NN.

## Geschichte
Am 17. Dezember 1330 wurde Springen erstmals urkundlich erwähnt.
Auf der Suche nach Kalisalzlagerstätten wurden Anfang des 20. Jahrhunderts Probebohrungen im Gebiet von Springen und der benachbarten Orte durchgeführt und nachfolgend die Schächte I (westlich von Springen), II und III (südlich von Springen) sowie IV und V (bei Möllersgrund) der Gewerkschaft Heiligenroda (später Wintershall AG) errichtet. Bei Schacht II und III wurde ein Kaliwerk errichtet, zu dem die geförderten Kalisalze der umliegenden Schächte teils per kleinerer Seilbahnstrecken verbracht wurden. Zum Abtransport des Kalisalzes wurde vom Werk Springen die Kaliseilbahn Springen–Dorndorf zum Verladebahnhof Dorndorf errichtet und 1913 in Betrieb genommen. Das Ortsbild wandelte sich durch den Bergbau, es entstanden Industriegebäude und Bergarbeiterwohnhäuser. In Springen befand sich während des Zweiten Weltkrieges ein Außenlager des KZ Buchenwald, in dem Kriegsgefangene in der Schachtanlage arbeiten mussten. Den Opfern der Zwangsarbeit ist heute in Springen ein Gedenkstein gewidmet. Mit der politischen Wende in der DDR endete im Jahr 1990 der Kalibergbau im thüringischen Teil des Werra-Kalireviers, die Kalischächte um Springen wurden stillgelegt und die meisten übertägigen Anlagen abgerissen; die Einwohnerzahl ging zurück.
Bis zum 24. September 1961 gehörte Springen zur Gemeinde Frauensee, danach wurde der Ort eine eigenständige Gemeinde. Am 1. Januar 1974 wurde Springen wieder nach Frauensee eingemeindet. Mit Stand 30. Juni 2009 lebten 130 Personen im Dorf. Die Gemeinde Frauensee wurde wiederum am 6. Juli 2018 nach Bad Salzungen eingemeindet.